# Внутрішня яремна вена
Внутрішня яремна вена (лат. vena jugularis interna) — парна судина, яремна вена, що збирає венозну кров з органів та тканин голови та шиї.

## Анатомія
Внутрішня яремна вена (v. jugularis interna) формується в сигмоподібному синусі біля яремного отвору анатомічним утворенням, що має назву верхня цибулина (bulbus superior venae jugularis). З цієї точки, внутрішня яремна вена прямує вниз позаду внутрішньої сонної артерії, преходячи згодом в латеральне від неї положення. Внутрішня яремна вена разом з блукаючим нервом та внутрішньою сонною артерією формує судинно-нервовий пучок шиї. Крім того, на дистальному кінці внутрішньої яремної вени розташована нижня цибулина (bulbus inferior venae jugularis).

## Притоки внутрішньої яремної вени
Оскільки внутрішня яремна вена збирає венозну кров з голови та шиї, її притоки класифікують як внутрішньочерепні та позачерепні.

### Позачерепні притоки
- Лицева вена (лат. vena facialis) відповідає розгалуженню однойменної артерії. Збирає кров з ділянок лоба, носа, повік, верхньої та нижньої губ, м'якого піднебіння, привушної залози, м'язів дна порожнини рота і піднижньощелепної залози.
- Занижньощелепна вена (лат. vena retromandibularis) відповідає гілкам поверхневої скроневої та верхньощелепної артерій. Збирає венозну кров з ділянок голови, обличчя, зовнішнього вуха, привушної залози і тканин барабанної порожнини.
- Середня щитоподібна вена (лат. vena thyroidea media) — дренує нижній та середній відділи щитоподібної залози.

### Внутрішньочерепні притоки
Внутрішньочерепні притоки внутрішньої яремної вени — це пазухи (наприклад печериста пазуха) твердої мозкової оболони (лат. sinus durae matris), що складаються з венозних каналів, стінки яких утворені фіброзною тканиною без м'язових компонентів та вистелених з середини ендотелієм. Кров з пазух надходить до внутрішньої яремної вени, завдяки чому здійснюється венозний дренаж головного мозку та його структур.